# European Championships 2018/Teilnehmer (San Marino)
| Gelbes Symbol für Goldmedaillen mit stilisierten Olympischen Ringen | Graues Symbol für Silbermedaillen mit stilisierten Olympischen Ringen | Braundes Symbol für Bronzemedaillen mit stilisierten Olympischen Ringen |
| ------------------------------------------------------------------- | --------------------------------------------------------------------- | ----------------------------------------------------------------------- |
| —                                                                   | —                                                                     | —                                                                       |

San Marino nahm an den European Championships 2018 mit insgesamt acht Athleten und Athletinnen teil.

## Teilnehmer nach Sportarten

### Leichtathletik
Laufen und Gehen 
| Athleten              | Wettbewerb   | Vorlauf | Vorlauf | Halbfinale    | Halbfinale    | Finale        | Finale        | Rang |
| Athleten              | Wettbewerb   | Zeit    | Rang    | Zeit          | Rang          | Zeit          | Rang          | Rang |
| --------------------- | ------------ | ------- | ------- | ------------- | ------------- | ------------- | ------------- | ---- |
| Männer                |              |         |         |               |               |               |               |      |
| Andrea Ercolani Volta | 400 m Hürden | 53,86 s | 25      | ausgeschieden | ausgeschieden | ausgeschieden | ausgeschieden | 25   |

 Springen und Werfen 
| Athleten      | Wettbewerb | Qualifikation | Qualifikation | Finale        | Finale        | Rang |
| Athleten      | Wettbewerb | Weite/Höhe    | Rang          | Weite/Höhe    | Rang          | Rang |
| ------------- | ---------- | ------------- | ------------- | ------------- | ------------- | ---- |
| Männer        |            |               |               |               |               |      |
| Eugenio Rossi | Hochsprung | NMH           | NMH           | ausgeschieden | ausgeschieden | –    |

### Schwimmen
| Athleten                                                        | Wettbewerb                 | Vorlauf      | Vorlauf | Halbfinale    | Halbfinale    | Finale        | Finale        | Rang |
| Athleten                                                        | Wettbewerb                 | Zeit         | Rang    | Zeit          | Rang          | Zeit          | Rang          | Rang |
| --------------------------------------------------------------- | -------------------------- | ------------ | ------- | ------------- | ------------- | ------------- | ------------- | ---- |
| Frauen                                                          |                            |              |         |               |               |               |               |      |
| Elisa Bernardi                                                  | 50 m Freistil              | 28,01 s      | 54      | ausgeschieden | ausgeschieden | ausgeschieden | ausgeschieden | 54   |
| Elisa Bernardi                                                  | 100 m Freistil             | 1:00,49 min  | 49      | –             | –             | –             | –             | 49   |
| Elisa Bernardi                                                  | 200 m Freistil             | 2:10,82 min  | 52      | –             | –             | –             | –             | 52   |
| Sara Lettoli                                                    | 50 m Freistil              | 27,86 s      | 53      | ausgeschieden | ausgeschieden | ausgeschieden | ausgeschieden | 53   |
| Sara Lettoli                                                    | 100 m Freistil             | 1:00,01 min  | 48      | –             | –             | –             | –             | 48   |
| Sara Lettoli                                                    | 200 m Freistil             | 2:08,12 min  | 51      | –             | –             | –             | –             | 51   |
| Beatrice Felici                                                 | 50 m Freistil              | 27,81 s      | 52      | ausgeschieden | ausgeschieden | ausgeschieden | ausgeschieden | 52   |
| Beatrice Felici                                                 | 50 m Schmetterling         | 28,27 s      | 37      | ausgeschieden | ausgeschieden | ausgeschieden | ausgeschieden | 37   |
| Beatrice Felici                                                 | 100 m Schmetterling        | 1:07,42 min  | 37      | –             | –             | ausgeschieden | ausgeschieden | 37   |
| Beatrice Felici                                                 | 200 m Schmetterling        | 2:27,90 min  | 24      | –             | –             | ausgeschieden | ausgeschieden | 24   |
| Arianna Valloni                                                 | 400 m Freistil             | 4:25,57 min  | 27      | –             | –             | ausgeschieden | ausgeschieden | 27   |
| Arianna Valloni                                                 | 800 m Freistil             | 8:57,11 min  | 16      | –             | –             | ausgeschieden | ausgeschieden | 16   |
| Arianna Valloni                                                 | 1500 m Freistil            | 16:59,16 min | 13      | –             | –             | ausgeschieden | ausgeschieden | 13   |
| Elisa Bernardi Beatrice Felici Sara Lettoli Arianna Valloni     | 4 × 200-m-Freistil-Staffel | 8:51,45 min  | 12      | –             | –             | ausgeschieden | ausgeschieden | 12   |
| Männer                                                          |                            |              |         |               |               |               |               |      |
| Gianluca Pasolini                                               | 50 m Freistil              | 25,69 s      | 64      | ausgeschieden | ausgeschieden | ausgeschieden | ausgeschieden | 64   |
| Gianluca Pasolini                                               | 100 m Freistil             | 54,51 s      | 78      | ausgeschieden | ausgeschieden | ausgeschieden | ausgeschieden | 78   |
| Gianluca Pasolini                                               | 200 m Freistil             | 1:59,36 min  | 59      | ausgeschieden | ausgeschieden | ausgeschieden | ausgeschieden | 59   |
| Cristian Santi                                                  | 50 m Freistil              | 25,64 s      | 63      | ausgeschieden | ausgeschieden | ausgeschieden | ausgeschieden | 63   |
| Cristian Santi                                                  | 100 m Freistil             | 54,60 s      | 79      | ausgeschieden | ausgeschieden | ausgeschieden | ausgeschieden | 79   |
| Cristian Santi                                                  | 200 m Freistil             | 1:59,05 min  | 57      | ausgeschieden | ausgeschieden | ausgeschieden | ausgeschieden | 57   |
| Mixed                                                           |                            |              |         |               |               |               |               |      |
| Elisa Bernardi Arianna Valloni Gianluca Pasolini Cristian Santi | 4 × 200-m-Freistil-Staffel | 8:21,31 min  | 9       | –             | –             | ausgeschieden | ausgeschieden | 9    |

## Weblink
- offizielle European Championship Website